# Platanus rzedowskii
Platanus rzedowskii är en platanväxtart som beskrevs av Nixon & J.M.Poole. Platanus rzedowskii ingår i släktet plataner, och familjen platanväxter. Inga underarter finns listade i Catalogue of Life.